# We Are Wolves
We Are Wolves is een Canadese indierockband uit Montreal. De band bestaat uit zanger en bassist Alexander Ortiz, pianist Vincent Levesque en drummer en zanger Antonin Marquis.

## Geschiedenis
In het begin van 2000 begonnen Alexander Ortiz en Vincent Levesque samen met Antonin Marquis een band die gebruikmaakt van synthesizers, basgitaren, zang en drums. Tot 2002 had de band geen naam, totdat Ortiz op een dag een T-shirt zag met de tekst We Are Wolves. Sindsdien heet de band We Are Wolves.
In 2005 werd het eerste studioalbum Non-Stop je te plie en deux uitgebracht onder het label Fat Possum Records. De band ging diverse muziekfestivals langs om het album te promoten. Een Noord-Amerikaanse tour vond plaats in de lente van 2005. Een tweede tour vond plaats in 2006 als supportact van de Amerikaanse band Gossip. Een vijf-weekse tour in Europa met Duchess Says vond plaats in de zomer van 2006.
In mei 2007 kwam de single Fight and Kiss uit. Het tweede studioalbum van de band, Total Magique, kwam uit op 4 september 2007 in Canada en op 2 oktober 2007 in de Verenigde Staten. Het album werd goed beoordeeld door Pitchfork en het muziekblad Spin.
In september 2008 won de band een Gemini Award voor "Beste televisiemusical-thema".
Een derde studioalbum, Invisible Violence, kwam uit op 6 oktober 2009. Op 26 februari 2013 kwam daar het vierde studioalbum bij: La Mort Pop Club.
We Are Wolves was op 26 april 2013 te zien als supportact van de Britse rockband Muse als onderdeel van The 2nd Law Tour.

## Discografie

### Studioalbums
- Non-Stop je te plie en deux (2005)
- Total Magique (2007)
- Invisible Violence (2009)
- La Mort Pop Club (2013)

### Singles
- Fight and Kiss (2007)

## In andere media
- Het nummer Holding Hands van het album Invisible Violence komt voor in Gran Turismo 5.
- Psychic Kids komt voor in Midnight Club: Los Angeles en Fight and Kiss in Need for Speed: Pro Street.